# Dijf Sanders
David "Dijf" Sanders (Brugge, 21 januari 1979) is een Belgisch multi-instrumentalist die elektronische muziek met akoestische muziek mengt.
Buiten zijn werk binnen de bands Teddiedrum en The Violent Husbands (beiden met Jason Dousselaere), bracht hij ook een aantal solo-albums uit.
Zijn debuut-ep Dijf uit 2003 en debuutalbum Mating Season uit 2004 kregen weinig aandacht. De opvolger, To be a Bob, kreeg wel lovende recensies. (Sanders speelde tijdens de voorstelling van het album in de Ancienne Belgique geen enkel nummer uit het album.) Sanders' derde album Homesick werd genomineerd voor een Music Industry Award in de categorie 'beste artwork'.
Voor de voor een Emmy Award genomineerde Canvas-documentaire Soundtrack maakte hij in 2013 met Eva De Roovere, Johannes Verschaeve (The Van Jets), Jason Dousselaere (Teddiedrum) een muzikale roadtrip op het raakpunt van drie continenten in het Midden-Oosten.

## Discografie
- 2023: Supra (Unday Records)
- 2021: Lichen (Unday Records)
- 2020: Puja (Unday Records)
- 2017: Java (W.E.R.F Records)
- 2016: Moonlit Planetarium (Smoking Crab records)
- 2008: Homesick (Djak-Up-Bitch - EMI Music)
- 2005: To be a Bob (Djak-Up-Bitch)
- 2004: Mating season (Djak-Up-Bitch)
- 2003: Dijf (ep) (Djak-Up-Bitch)